# Santa Elena, Argentina
Santa Elena är en ort i Argentina.   Den ligger i provinsen Entre Ríos, i den centrala delen av landet, 400 km norr om huvudstaden Buenos Aires. Santa Elena ligger 66 meter över havet och antalet invånare är 18 410.
Terrängen runt Santa Elena är huvudsakligen platt. Santa Elena ligger uppe på en höjd.
Runt Santa Elena är det glesbefolkat, med 10 invånare per kvadratkilometer.